# Jean-Pierre Fux
Jean-Pierre Fux (ur. 5 listopada 1968) – szwajcarski kulturysta.

## Życiorys
Treningi siłowe rozpoczął jako szesnastolatek. Wróżono mu świetną karierę sportową, wykazywał się bowiem znakomitymi warunkami genetycznymi. Przed osiemnastym rokiem życia ważył blisko sto kilogramów. Rodzice nie podzielali jego zainteresowania kulturystyką i nie pomagali mu w rozwijaniu pasji. Fux wyprowadził się z domu i zamieszkał z narzeczoną, która była zafascynowana jego muskulaturą. Wkrótce potem patronat nad młodym kulturystą zaczął sprawować Joe Weider.
Na scenie kulturystycznej debiutował w 1993 roku. Podczas mistrzostw świata amatorów, organizowanych przez federację IFBB, zajął czwarte miejsce w kategorii wagowej ciężkiej. Rok później ponownie wziął udział w tych zawodach; wywalczył złoty medal w kategorii ciężkiej, zyskując tytuł mistrza świata. Sławę zyskał w 1996, kiedy wziął udział w prestiżowych mistrzostwach Mr. Olympia oraz San Jose Pro Invitational. Tego samego roku zdobył srebrny medal podczas Grand Prix Rosji i brązowy w trakcie Mistrzostw Ameryki Północnej w kulturystyce. W latach 1997–1999 trzykrotnie startował w zawodach Mr. Olympia. Trzy razy pojawił się na okładce magazynu Flex (1997, 1998, 2002). Karierę Fuksa przerwał wypadek na siłowni, podczas którego doszło do poważnej kontuzji nóg (mięśnie jego ud zostały rozerwane).
Był znany z potężnej muskulatury oraz znakomitych warunków fizycznych. Różne źródła podają, że miał 180−187 cm wzrostu, a ważył od 118 do nawet 142 kg.
Pracuje jako trener osobisty, szkoli młodych kulturystów i przygotowuje ich do udziału w zawodach sportowych. Mieszka w Stanach Zjednoczonych.

## Wybrane osiągnięcia
- 1993, Mistrzostw Świata Amatorów w kulturystyce, federacja IFBB, kategoria wagowa ciężka – IV miejsce
- 1994, Mistrzostw Świata Amatorów w kulturystyce, federacja IFBB, kategoria wagowa ciężka – I miejsce
- 1996: Grand Prix Rosji, federacja IFBB, kategoria ogólna – II miejsce
- 1996: Mistrzostwa Ameryki Północnej w kulturystyce, federacja IFBB, kategoria wagowa lekka – III miejsce
- 1998: Arnold Classic, federacja IFBB, kategoria ogólna – IV miejsce